# Мендзиполе (Мазовецьке воєводство)
Мендзиполе (пол. Międzypole) — село в Польщі, у гміні Посвентне Воломінського повіту Мазовецького воєводства.
Населення — 181 особа (2011).
У 1975-1998 роках село належало до Седлецького воєводства.

## Демографія
Демографічна структура станом на 31 березня 2011 року:
|          | Загалом | Допрацездатний вік | Працездатний вік | Постпрацездатний вік |
| -------- | ------- | ------------------ | ---------------- | -------------------- |
| Чоловіки | 97      | 26                 | 67               | 4                    |
| Жінки    | 84      | 19                 | 53               | 12                   |
| Разом    | 181     | 45                 | 120              | 16                   |